# نراد تایوانی
نراد تایوانی (نام علمی: Abies kawakamii) نام یک گونه از سرده نراد است.